# Liste der Baudenkmäler in Eppishausen

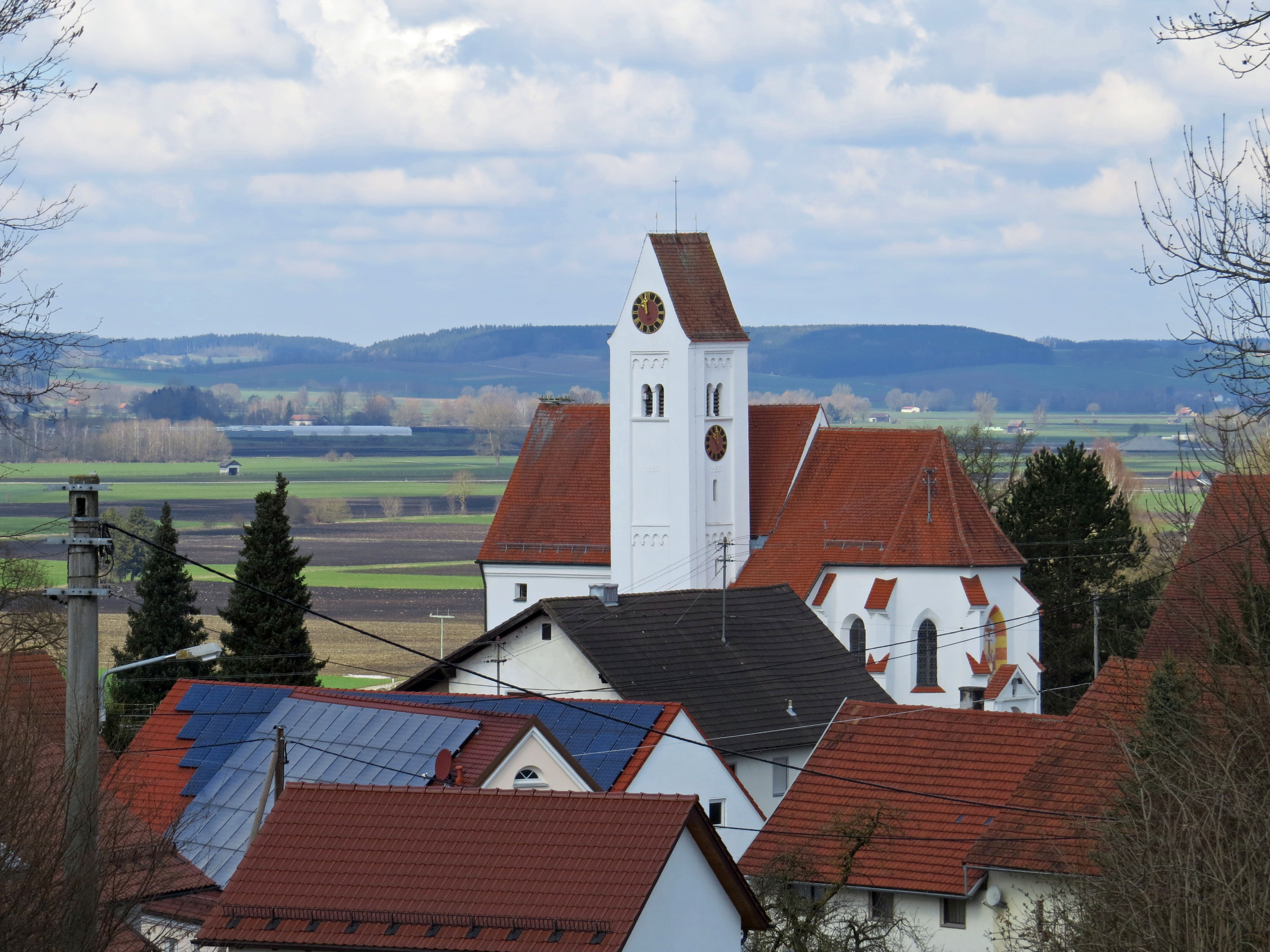
Mörgen bei Eppishausen

Auf dieser Seite sind die Baudenkmäler in der schwäbischen Gemeinde Eppishausen zusammengestellt. Diese Tabelle ist eine Teilliste der Liste der Baudenkmäler in Bayern. Grundlage ist die Bayerische Denkmalliste, die auf Basis des Bayerischen Denkmalschutzgesetzes vom 1. Oktober 1973 erstmals erstellt wurde und seither durch das Bayerische Landesamt für Denkmalpflege geführt wird. Die folgenden Angaben ersetzen nicht die rechtsverbindliche Auskunft der Denkmalschutzbehörde.

## Baudenkmäler nach Ortsteilen

### Eppishausen
| Lage                                                             | Objekt                              | Beschreibung | Akten-Nr.             | Bild           |
| ---------------------------------------------------------------- | ----------------------------------- | --- | --------------------- | -------------- |
| Am Kirchberg 10 (Standort)                                       | Katholische Pfarrkirche St. Michael | Saalbau mit eingezogenem Chor unter Stichkappentonne, nördlicher Satteldachturm, Ende 15. Jahrhundert, Veränderungen zwischen 1683 und 1749; mit Ausstattung; ehemalige Friedhofsbefestigung, Backsteinmauer und Torturm mit Satteldach, spätgotisch. | D-7-78-134-1 Wikidata | weitere Bilder |
| Am Kirchberg 10 (Standort)                                       | Friedhofsmauer                      | Spätgotische Friedhofsmauer mit Torturm. Im Torturm Figurengruppe des Erzengels Michael, 18. Jahrhundert. | D-7-78-134-1 Wikidata | weitere Bilder |
| Kirchheimer Straße 5 (Standort)                                  | Pfarrhaus                           | zweigeschossiger Satteldachbau mit Traufgesims und Schweifgiebel, 1764/68, Westflügel 1. Hälfte 19. Jahrhundert; mit Ausstattung | D-7-78-134-2 Wikidata | weitere Bilder |
| Könghauser Straße (am nördlichen Fuß des Kirchberges) (Standort) | Ölbergkapelle                       | neubarocker Rechteckbau mit geschweiftem Giebel und durch Pilaster und Voluten gegliederter Fassade, nach Plan von Wolf durch Franz Xaver Lutzenberger errichtet, 1912; mit Ausstattung                                                               | D-7-78-134-4 Wikidata | weitere Bilder |

### Aspach
| Lage                         | Objekt              | Beschreibung                                                                  | Akten-Nr.             | Bild           |
| ---------------------------- | ------------------- | ----------------------------------------------------------------------------- | --------------------- | -------------- |
| Hagenbühlstraße 9 (Standort) | Katholische Kapelle | Satteldachbau mit dreiseitigem Schluss und Dachreiter, 1764; mit Ausstattung. | D-7-78-134-5 Wikidata | weitere Bilder |

### Ellenried
| Lage                               | Objekt            | Beschreibung                                                               | Akten-Nr.              | Bild           |
| ---------------------------------- | ----------------- | -------------------------------------------------------------------------- | ---------------------- | -------------- |
| Reichertshofer Straße 7 (Standort) | Kapelle St. Maria | Satteldachbau mit halbrundem Schluss und Dachreiter, 1831; mit Ausstattung | D-7-78-134-20 Wikidata | weitere Bilder |

### Haselbach
| Lage                                                            | Objekt                              | Beschreibung | Akten-Nr.              | Bild           |
| --------------------------------------------------------------- | ----------------------------------- | --- | ---------------------- | -------------- |
| Kapellenstraße 11 (Standort)                                    | Katholische Kapelle Maria Zuflucht  | pilastergegliederter Saalbau mit eingezogenem, halbrund geschlossenem Chor und Dachreiter, im Kern 1657, durch Lorenz Schöllhorn 1737/38 erneuert; mit Ausstattung                                                                                | D-7-78-134-8 Wikidata  | weitere Bilder |
| Obergessertshauser Straße 30 (vor dem Feuerwehrhaus) (Standort) | Kruzifix                            | 18. Jahrhundert | D-7-78-134-10 Wikidata | Kruzifix       |
| Pfarrstraße 2 (Standort)                                        | Katholische Pfarrkirche St. Stephan | flachgedeckter Saalbau mit eingezogenem Chor unter Stichkappentonne, nördlicher Turm mit Schweifhaube, im Kern um 1460/70, Umgestaltung 1698/99, Turmerhöhung durch Kaspar Radmiller 1757, Umgestaltung durch Anton Meßnang 1794; mit Ausstattung | D-7-78-134-7 Wikidata  | weitere Bilder |
| Pfarrstraße 13 (Standort)                                       | Pfarrhaus                           | zweigeschossiger, giebelständiger Satteldachbau mit Lisenengliederung und Giebelgesimsen, von Anton Meßnang, 1795/96; mit Ausstattung | D-7-78-134-9 Wikidata  | weitere Bilder |
| Beim Berghof (200 m nordwestlich des Ortes) (Standort)          | Kapelle St. Antonius                | kleiner Satteldachbau mit halbrundem Schluss und geschweiftem Giebel, 1728; mit Ausstattung | D-7-78-134-11 Wikidata | weitere Bilder |

### Könghausen
| Lage                                                  | Objekt                                        | Beschreibung | Akten-Nr.              | Bild           |
| ----------------------------------------------------- | --------------------------------------------- | --- | ---------------------- | -------------- |
| Schulstraße (Standort)                                | Kreuzweg                                      | 14 Stationen, Pfeiler mit Nischenaufsatz und bekrönendem Kreuz, 1889 | D-7-78-134-21 Wikidata | weitere Bilder |
| Schulstraße (am Anfang des Kreuzweges) (Standort)     | Lourdesgrotte                                 | wohl 19. Jahrhundert | D-7-78-134-22 Wikidata | weitere Bilder |
| Schulstraße (am Westrand des Pfarrgartens) (Standort) | Marienklause                                  | kleiner Satteldachbau aus Baumstämmen, Glockenstuhl mit Spitzhelm, um 1890                                                                                               | D-7-78-134-14          | weitere Bilder |
| Schulstraße 5 (Standort)                              | Pfarrhaus                                     | zweigeschossiger Satteldachbau, 1722 errichtet, 1965 erneuert; mit Ausstattung                                                                                           | D-7-78-134-14          | weitere Bilder |
| Schulstraße 7 (Standort)                              | Katholische Pfarrkirche St. Johannes Baptista | Saalbau mit Spiegeldecke und eingezogenem Chor unter Stichkappentonne, wohl Anfang 16. Jahrhundert, Turm von Thomas Natter 1711, Barockisierung 1728/30; mit Ausstattung | D-7-78-134-13 Wikidata | weitere Bilder |
| Zusamstraße 10 (Standort)                             | Gasthaus                                      | zweigeschossiger Satteldachbau mit geschweiftem Giebel, 1. Hälfte 18. Jahrhundert                                                                                        | D-7-78-134-15 Wikidata | weitere Bilder |

### Lutzenberg
| Lage                   | Objekt                       | Beschreibung                                                                                     | Akten-Nr.              | Bild           |
| ---------------------- | ---------------------------- | ------------------------------------------------------------------------------------------------ | ---------------------- | -------------- |
| Kapellweg 5 (Standort) | Katholische Kapelle St. Anna | Satteldachbau mit dreiseitigem Schluss und Dachreiter mit Zwiebelhaube, 1712 ff; mit Ausstattung | D-7-78-134-16 Wikidata | weitere Bilder |

### Mörgen
| Lage                      | Objekt                            | Beschreibung | Akten-Nr.              | Bild            |
| ------------------------- | --------------------------------- | --- | ---------------------- | --------------- |
| Hauptstraße 6 (Standort)  | Pfarrhaus                         | zweigeschossiger, giebelständiger Satteldachbau, 1720 | D-7-78-134-18 Wikidata | weitere Bilder  |
| Hauptstraße 8 (Standort)  | zwei Grabkreuze                   | zwei schmiedeeiserne Grabkreuze, 18. Jahrhundert | D-7-78-134-17 Wikidata | zwei Grabkreuze |
| Hauptstraße 8 (Standort)  | Katholische Pfarrkirche St. Georg | Saalbau mit Spiegeldecke und eingezogenem Chor unter Stichkappentonne, südlicher Satteldachturm, im Kern um 1500, Umbau durch Martin Alberthal 1627, Umgestaltung 1690/1700; mit Ausstattung; Torbogen mit Giebel, 18. Jahrhundert | D-7-78-134-17 Wikidata | weitere Bilder  |
| Hauptstraße 28 (Standort) | Feldkapelle                       | kleiner Satteldachbau, Fassade mit Pilastern, verkröpftem Gebälk, gesprengtem Dreiecksgiebel und Figurennische im Giebel, 18. Jahrhundert.                                                                                         | D-7-78-134-23 Wikidata | Feldkapelle     |

### Weiler
| Lage                                | Objekt                      | Beschreibung                                                                 | Akten-Nr.              | Bild           |
| ----------------------------------- | --------------------------- | ---------------------------------------------------------------------------- | ---------------------- | -------------- |
| Pfarrer-Singer-Straße 14 (Standort) | Kapelle Unserer Lieben Frau | Satteldachbau mit dreiseitigem Schluss und Dachreiter, 1711; mit Ausstattung | D-7-78-134-19 Wikidata | weitere Bilder |

## Ehemalige Baudenkmäler
In diesem Abschnitt sind Objekte aufgeführt, die früher einmal in der Denkmalliste eingetragen waren, jetzt aber nicht mehr. Objekte, die in anderem Zusammenhang – also z. B. als Teil eines Baudenkmals – weiter eingetragen sind, sollen hier nicht aufgeführt werden. Aktennummern in diesem Abschnitt sind ehemalige, jetzt nicht mehr gültige Aktennummern.

| Lage                           | Objekt      | Beschreibung                                    | Akten-Nr.              | Bild        |
| ------------------------------ | ----------- | ----------------------------------------------- | ---------------------- | ----------- |
| Eppishausen Buchloh (Standort) | Buchkapelle | mit historischen Ausstattungsstücken            | D-7-78-134-3 Wikidata  | Buchkapelle |
| Haselbach Bildstock ()         | Bildstock   | Holzfigur, Heiland in der Rast, 18. Jahrhundert | D-7-78-134-12 Wikidata |             |